# Eva Seeberg
Eva Seeberg, född 28 april 1931 i Oslo, död 12 januari 2019 i Sigtuna, var en norsk-svensk journalist, författare och manusförfattare.

## Biografi
Seeberg tog studentexamen och studerade psykologi innan hon debuterade 1949 med en samling prosadikter, Undring. Hon var journalist i Aftenposten 1949–1954 innan hon började en lång karriär som manusförfattare.
År 1952 skrev hon romanen Det är hos mig han har varit, efter ett vredesutbrott över vad hon som ung journalist såg omkring sig av kvinnoförakt i det som skulle föreställa kärlek, äktenskap och trohet. 
Seeberg var bosatt i Sverige från 1961. Hon var gift 1960–1967 med advokaten Kjell Hökerberg och 1969–1985 med författaren Tore Zetterholm. I sitt första äktenskap var hon mor till officeren Hugo Hökerberg (1961–2014).

## Filmmanus
- 1955 – Hjem går vi ikke
- 1955 – Bedre enn sitt rykte
- 1956 – Kvinnens plass
- 1956 – Ektemann alene
- 1959 – Får jag låna din fru?
- 1961 – Lita på mej, älskling!